# Malen'kij voin
Malen'kij voin (Маленький воин) è un film del 2021 diretto da Il'ja Ermolov.

## Trama
Il ragazzo Vitja ha difficoltà a comunicare con i compagni di classe, ma è gentile e premuroso con sua madre. Vitja ama il sumo, passione trasmessagli dal padre che ora vive in Giappone. Vitja ha un sogno: vuole partecipare al torneo di sumo giovanile, che si sta svolgendo in Giappone, per riportare suo padre dalla sua famiglia.